# Cosimo Pinto
Cosimo Pinto (né le 14 mars 1943 à Novare, au Piémont) est un boxeur italien.

## Biographie
Cosimo Pinto devient champion olympique aux Jeux de Tokyo en 1964 dans la catégorie mi lourds après sa victoire aux points contre Alexey Kiseliov.

## Parcours auxJeux olympiques
Jeux olympiques d'été de 1964 à Tokyo (poids mi-lourds) :
- Bat Rudi Lubbers (Pays-Bas) aux points 5 à 0
- Bat Jurgen Schlegel (Allemagne) aux points 4 à 1
- Bat Alexander Nicolov (Bulgarie) par KO au 3e round
- Bat Alexey Kiseliov (URSS) aux points 3 à 2